# Église Saint-Jean-le-Théologien de Torjok
L'église Saint-Jean-le-Théologien de Torjok est une église orthodoxe baorque russe construite en pierre, située dans la ville de Torjok, dans l'oblast de Tver, en Russie européenne. L'édifice est classé dans la liste de l'héritage patrimonial de la Russie d'importance fédérale depuis 1974.

## Géographie
L'église est située dans la ville de Torjok, dans l'oblast de Tver. Elle se trouve sur la rue Volodarski.

## Histoire
Jusqu'en 1606 se trouvait sur le site une église, qui fut incendiée par les polono-lituaniens lors du Temps des troubles. L'église en pierre fut construite en 1782 aux dépens du marchand Morozov dans le cimetière de la ville. L'église fut rénovée en 1844. 
Les autorités soviétiques fermèrent l'église en 1939. Elle fut restaurée et restituée à l'Église orthodoxe russe en 1993.

## Patrimonialité
L'édifice est classé dans la liste de l'héritage patrimonial de la Russie d'importance fédérale sous le no 691410186820006.